# Клаузијус–Клапејронов однос
Клаузијус–Клапејронов однос, назван по Рудолфу Клаузијусу и Емилу Клаперону, је начин карактеризације неконтинуираног фазног прелаза између две фазе материје једног саставног дела.

## Дефиниција
На дијаграму притисак - температура (П – Т), линија која раздваја две фазе позната је као крива коегзистенције. Однос Клаусиус-Клаперон даје нагиб тангенте на ову криву Математички.
{\displaystyle {\frac {\mathrm {d} P}{\mathrm {d} T}}={\frac {L}{T\,\Delta v}}={\frac {\Delta s}{\Delta v}},}
Где је:
- {\displaystyle \mathrm {d} P/\mathrm {d} T} је нагиб тангенте до кривуље суживота у било којој тачки,
- {\displaystyle L} је специфична латентна топлота,
- {\displaystyle T} је температура,
- {\displaystyle \Delta v} је промена специфичног волумена фазног прелаза, и Деривације
- {\displaystyle \Delta s} је специфична ентропијска промена фазног прелаза.

## Деривација

### Извођење из државног постулата
Помоћу државног постулата узмите одређену ентропију {\displaystyle s}, да хомогена супстанца буде функција специфичне запремине {\displaystyle v} и температуре {\displaystyle T}.
{\displaystyle \mathrm {d} s=\left({\frac {\partial s}{\partial v}}\right)_{T}\,\mathrm {d} v+\left({\frac {\partial s}{\partial T}}\right)_{v}\,\mathrm {d} T.}
Однос Клаузије-Клаперон карактерише понашање затвореног система током фазне промене , током које су температура и притисак константни по дефиницији. Дакле, .
{\displaystyle \mathrm {d} s=\left({\frac {\partial s}{\partial v}}\right)_{T}\,\mathrm {d} v.}
Коришћењем одговарајућег Маквеловог односа даје се
{\displaystyle \mathrm {d} s=\left({\frac {\partial P}{\partial T}}\right)_{v}\,\mathrm {d} v}
где је {\displaystyle P} притисак. Пошто су притисак и температура константни, дериват притиска у односу на температуру се не мења‍:57, 62 & 671 Стога се делимични дериват специфичне ентропије може променити у укупни дериват
{\displaystyle {\frac {\mathrm {d} P}{\mathrm {d} T}}={\frac {\Delta s}{\Delta v}}}
и укупни дериват притиска у односу на температуру може се узети у обзир при интегрисању из почетне фазе {\displaystyle {\alpha }}  до завршне фазе {\displaystyle {\beta }}, да се добије
{\displaystyle {\frac {\mathrm {d} P}{\mathrm {d} T}}={\frac {\Delta s}{\Delta v}}}
где су {\displaystyle \Delta s\equiv s_{\beta }-s_{\alpha }} и {\displaystyle \Delta v\equiv v_{\beta }-v_{\alpha }} промена специфичне ентропије и специфичне запремине. С обзиром да је промена фазе интерно реверзибилни процес и да је наш систем затворен, први закон термодинамике се држи
{\displaystyle \mathrm {d} u=\delta q+\delta w=T\;\mathrm {d} s-P\;\mathrm {d} v}
где {\displaystyle u} је унутрашња енергија система. С обзиром на константан притисак и температуру (током фазне промене) и дефиницију специфичне енталпије {\displaystyle h}, ми добијамо
{\displaystyle \mathrm {d} h=T\;\mathrm {d} s+v\;\mathrm {d} P}
{\displaystyle \mathrm {d} h=T\;\mathrm {d} s}
{\displaystyle \mathrm {d} s={\frac {\mathrm {d} h}{T}}}
С обзиром на константан притисак и температуру (током фазне промене), добијамо
{\displaystyle \Delta s={\frac {\Delta h}{T}}}
Замјена дефиниције специфичне латентне  {\displaystyle L=\Delta h} даје
{\displaystyle \Delta s={\frac {L}{T}}}
Замјена овог резултата горњим дериватом притиска ({\displaystyle \mathrm {d} P/\mathrm {d} T=\mathrm {\Delta s} /\mathrm {\Delta v} }),  добијамо
{\displaystyle {\frac {\mathrm {d} P}{\mathrm {d} T}}={\frac {L}{T\,\Delta v}}.}
Овај резултат (познат и као Kлаперонова једначина ) изједначава нагиб тангенте према кривуљи суживота{\displaystyle \mathrm {d} P/\mathrm {d} T},  у било којој тачки на кривуљи, функције {\displaystyle L/(T\,\Delta v)} специфичне латентне топлоте {\displaystyle L}, температура {\displaystyle T},  и промена специфичне запремине{\displaystyle \Delta v}.

### Деривација из односа Гибс-Духем
Претпоставимо две фазе, {\displaystyle \alpha } и {\displaystyle \beta }, су у контакту и у равнотежи једни са другима. Њихови хемијски потенцијали су повезани
{\displaystyle \mu _{\alpha }=\mu _{\beta }.}
Даље, дуж криве суживота,
{\displaystyle \mathrm {d} \mu _{\alpha }=\mathrm {d} \mu _{\beta }.}
Због тога може се користити Џибс-Духем однос
{\displaystyle \mathrm {d} \mu =M(-s\,\mathrm {d} T+v\,\mathrm {d} P)}
где је: 
- {\displaystyle s} специфична ентропија
- {\displaystyle v}  специфична запремина
- {\displaystyle M}  моларна маса

да би се добила
{\displaystyle -(s_{\beta }-s_{\alpha })\,\mathrm {d} T+(v_{\beta }-v_{\alpha })\,\mathrm {d} P=0}
Преуређење даје
{\displaystyle {\frac {\mathrm {d} P}{\mathrm {d} T}}={\frac {s_{\beta }-s_{\alpha }}{v_{\beta }-v_{\alpha }}}={\frac {\Delta s}{\Delta v}}}
из којег се наставља извођење Kлаперонове једнчине као у претходном одељку.

### Идеална апроксимација гаса на ниским температурама
Када је фазни прелаз неке супстанце између гасне фазе и кондензоване фазе ( течне или чврсте ) и догоди се на температурама много нижим од критичне температуре те материје, специфичан волумен гасне фазе {\displaystyle v_{\mathrm {g} }} увелико прелази фазу кондензоване фазе {\displaystyle v_{\mathrm {c} }}. Стога се може приближити
{\displaystyle \Delta v=v_{\mathrm {g} }\left(1-{\tfrac {v_{\mathrm {c} }}{v_{\mathrm {g} }}}\right)\approx v_{\mathrm {g} }}
на ниским температурама aко је притисак низак, гас се може апроксимирати и законом идеалног гаса, тако да
{\displaystyle v_{\mathrm {g} }={\frac {RT}{P}}}
где {\displaystyle P} је притисак,  {\displaystyle R} је специфична константа гаса и {\displaystyle T} је температура. Замена у Клапеиронову једначину
{\displaystyle {\frac {\mathrm {d} P}{\mathrm {d} T}}={\frac {L}{T\,\Delta v}}}
можемо добити Клаузијус – Клапеирон једначину 
{\displaystyle {\frac {\mathrm {d} P}{\mathrm {d} T}}={\frac {PL}{T^{2}R}}}
за ниске температуре и притиске , где је {\displaystyle L} је специфична латентна топлота материје.
Дозволити {\displaystyle (P_{1},T_{1})} и {\displaystyle (P_{2},T_{2})} бити било које две тачке дуж кривуље суживота између две фазе {\displaystyle \alpha } и {\displaystyle \beta } Генерално {\displaystyle L} варира између било које две такве тачке, у зависности од температуре. Али ако је {\displaystyle L} константа,
{\displaystyle {\frac {\mathrm {d} P}{P}}={\frac {L}{R}}{\frac {\mathrm {d} T}{T^{2}}},}
{\displaystyle \int _{P_{1}}^{P_{2}}{\frac {\mathrm {d} P}{P}}={\frac {L}{R}}\int _{T_{1}}^{T_{2}}{\frac {\mathrm {d} T}{T^{2}}}}
{\displaystyle \ln P{\Big |}_{P=P_{1}}^{P_{2}}=-{\frac {L}{R}}\cdot \left.{\frac {1}{T}}\right|_{T=T_{1}}^{T_{2}}}
Или 
{\displaystyle \ln {\frac {P_{2}}{P_{1}}}=-{\frac {L}{R}}\left({\frac {1}{T_{2}}}-{\frac {1}{T_{1}}}\right)}
Последње једначине су корисне јер односе равнотежни притисак паре или притисак засићења паре и температуру са латентном топлотом промене фазе, без тражења посебних података о запремини.

## Апликације

### Хемија и хемијско инжењерство
За прелазе између гасне и кондензоване фазе са горе описаним апроксимацијама, израз се може преписати као
{\displaystyle \ln P=-{\frac {L}{R}}\left({\frac {1}{T}}\right)+c}
где {\displaystyle c} је константа. За прелаз течни гас {\displaystyle L} је специфична латентна топлота (или специфична енталпија ) испаравања ; за прелаз чврстог гаса, {\displaystyle L} је специфична латентна топлота сублимације . Ако је позната латентна топлота, тада познавање једне тачке на кривуљи суживота одређује остатак кривуље. Супротно томе, однос између {\displaystyle \ln P} and {\displaystyle 1/T} је линеарна, па се линеарна регресија користи за процену латентне топлоте.

### Метеорологија и климатологија
Атмосферска водена пара покреће многе важне Метеорологија метеоролошке појаве (нарочито падавине), мотивишући интерес за њену Динамички систем динамику. Клаузијус-Клапеирон једначина за водену пару у типичним атмосферским условима (близу Стандардни услови за температуру и притисак стандардне температуре и притиска ) је
{\displaystyle {\frac {\mathrm {d} e_{s}}{\mathrm {d} T}}={\frac {L_{v}(T)e_{s}}{R_{v}T^{2}}}}
где:
- {\displaystyle e_{s}} је притисак засићења паре
- {\displaystyle T}  је температура
- {\displaystyle L_{v}}  је специфична латентна топлота за испаравање воде
- {\displaystyle R_{v}} је константа гаса водене паре

Температурна зависност латентне топлоте {\displaystyle L_{v}(T)} (и притиска засићене паре {\displaystyle e_{s}}) не може се занемарити у овој апликацији. Срећом, формула Август-Рош-Магнус даје врло добру апроксимацију:
{\displaystyle e_{s}(T)=6.1094\exp \left({\frac {17.625T}{T+243.04}}\right)} 
У горњем изразу, {\displaystyle e_{s}} је у Паскалима  и {\displaystyle T}  је у Целзијусу , док је свуда другде на овој страници, {\displaystyle T} је апсолутна температура (нпр. у Келвину). (То се такође понекад назива апроксимација Магнуса или Магнуса – Тетена , мада је ова атрибуција историјски нетачна.). Али, погледајте и ову расправу о тачности различитих приближних формула за притисак засићења пара водом .
У типичним атмосферским условима је именитељ експонента слабо зависи од тога {\displaystyle T} (за коју је јединица целзијус). Стога једначина Август-Рош-Магнус имплицира да се притисак засићене водене паре приближно експоненцијално мења са температуром у типичним атмосферским условима, те се стога капацитет задржавања воде у атмосфери повећава за око 7% за сваки пораст температуре од 1°C .

## Пример
Једна од употреба ове једначине је одредити да ли ће се у датој ситуацији догодити фазни прелаз. Размотримо питање колики је притисак потребан да се растопи лед на температури {\displaystyle {\Delta T}} испод 0°C. Имајте на уму да је вода необична по томе што је промена запремине након топљења негативна. Можемо претпоставити
{\displaystyle \Delta P={\frac {L}{T\,\Delta v}}\,\Delta T}
и замена са
{\displaystyle L=3.34\times 10^{5}{\text{ J}}/{\text{kg}}} (латентна топлота фузије за воду),
{\displaystyle T=273} K (апсолутна температура) и
{\displaystyle \Delta v=-9.05\times 10^{-5}{\text{ m}}^{3}/{\text{kg}}} (промена специфичне запремине из чврсте у течне),
добијамо
{\displaystyle {\frac {\Delta P}{\Delta T}}=-13.5{\text{ MPa}}/{\text{K}}.}
Да бисте пружили груби пример колики је ово притиска, да бисте растопили лед на –7°C, потребно је уравнотежити мали аутомобил (маса = 1000 кг) на напрстку (површина = 1 цм²).

## Други дериват
Иако однос Клаусиус-Клаперон даје нагиб кривуље коегзистенције, он не даје никакве информације о његовој закривљености или другој деривацији. Други дериват криве суживота фаза 1 и 2 дат је
{\displaystyle {\begin{aligned}{\frac {\mathrm {d} ^{2}P}{\mathrm {d} T^{2}}}={\frac {1}{v_{2}-v_{1}}}\left[{\frac {c_{p2}-c_{p1}}{T}}-2(v_{2}\alpha _{2}-v_{1}\alpha _{1}){\frac {\mathrm {d} P}{\mathrm {d} T}}\right]+{}\\{\frac {1}{v_{2}-v_{1}}}\left[(v_{2}\kappa _{T2}-v_{1}\kappa _{T1})\left({\frac {\mathrm {d} P}{\mathrm {d} T}}\right)^{2}\right],\end{aligned}}}
где претплате 1 и 2 означавају различите фазе, {\displaystyle c_{p}}  је специфични топлотни капацитет при константном притиску, {\displaystyle \alpha =(1/v)(\mathrm {d} v/\mathrm {d} T)_{P}} је термални коефицијент ширења и  {\displaystyle \kappa _{T}=-(1/v)(\mathrm {d} v/\mathrm {d} P)_{T}} је изотермна стишљивост.